# Stóra-Mófell
Stóra-Mófell är ett berg i republiken Island. Det ligger i regionen Suðurland, 130 km öster om huvudstaden Reykjavík. Toppen på Stóra-Mófell är 851 meter över havet.
Trakten runt Stóra-Mófell är nära nog obefolkad, med mindre än två invånare per kvadratkilometer. Det finns inga samhällen i närheten. Trakten runt Stóra-Mófell består i huvudsak av gräsmarker.